# Abu Alfadle Jafar ibne Maomé
Abu Alfadle Jafar ibne Maomé (em árabe: Abu ʾl-Faḍl Jaʿfar ibn Muḥammad; 1052/3–1139) foi um poeta e aforista árabe andalusino de Cairuão. Se mudou para Alandalus com seu pai, ibne Xarafe, em 1057. Serviu como vizir de Maomé Almotácime (r. 1051–1091) de Almeria. Suas obras estão principalmente perdidas, mas é conhecido por ter composto nos gêneros panegírico e gnômico da poesia. Escreveu duas coleções de aforismos e máximas em prosa e verso, Nujḥ al-nuṣḥ e Sirr al-birr. Ele escreveu uma urjuza sobre ascetismo. Alguns de seus poemas são citados em antologias e ibne Bassame preserva alguns versos e cartas viziriais. Ele teve um filho, Abu Abedalá Maomé, que também era um poeta gnômico, de acordo com Almacari.